# Route forestière du Maïdo

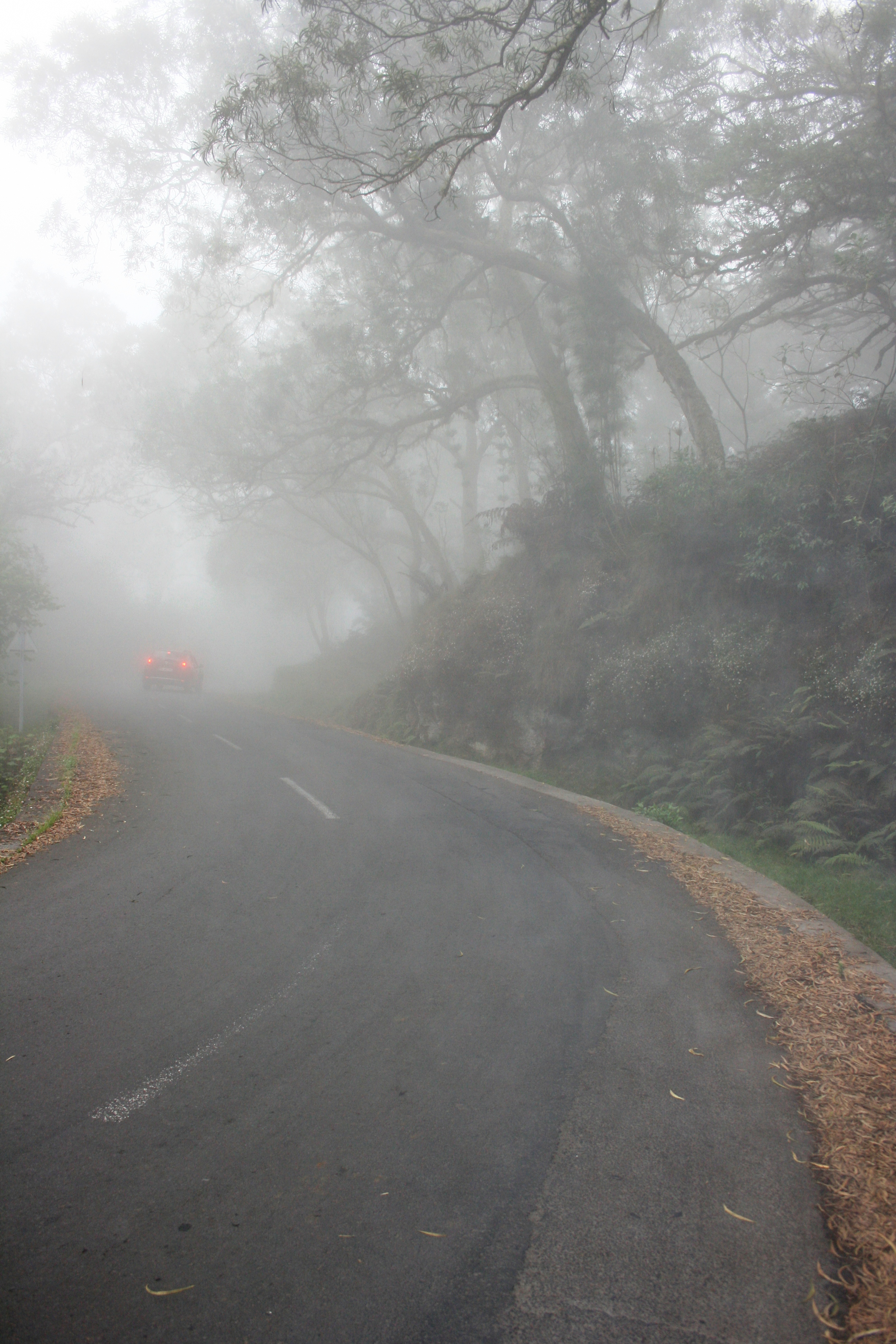
Vue de la route forestière du Maïdo sous un brouillard habituel.

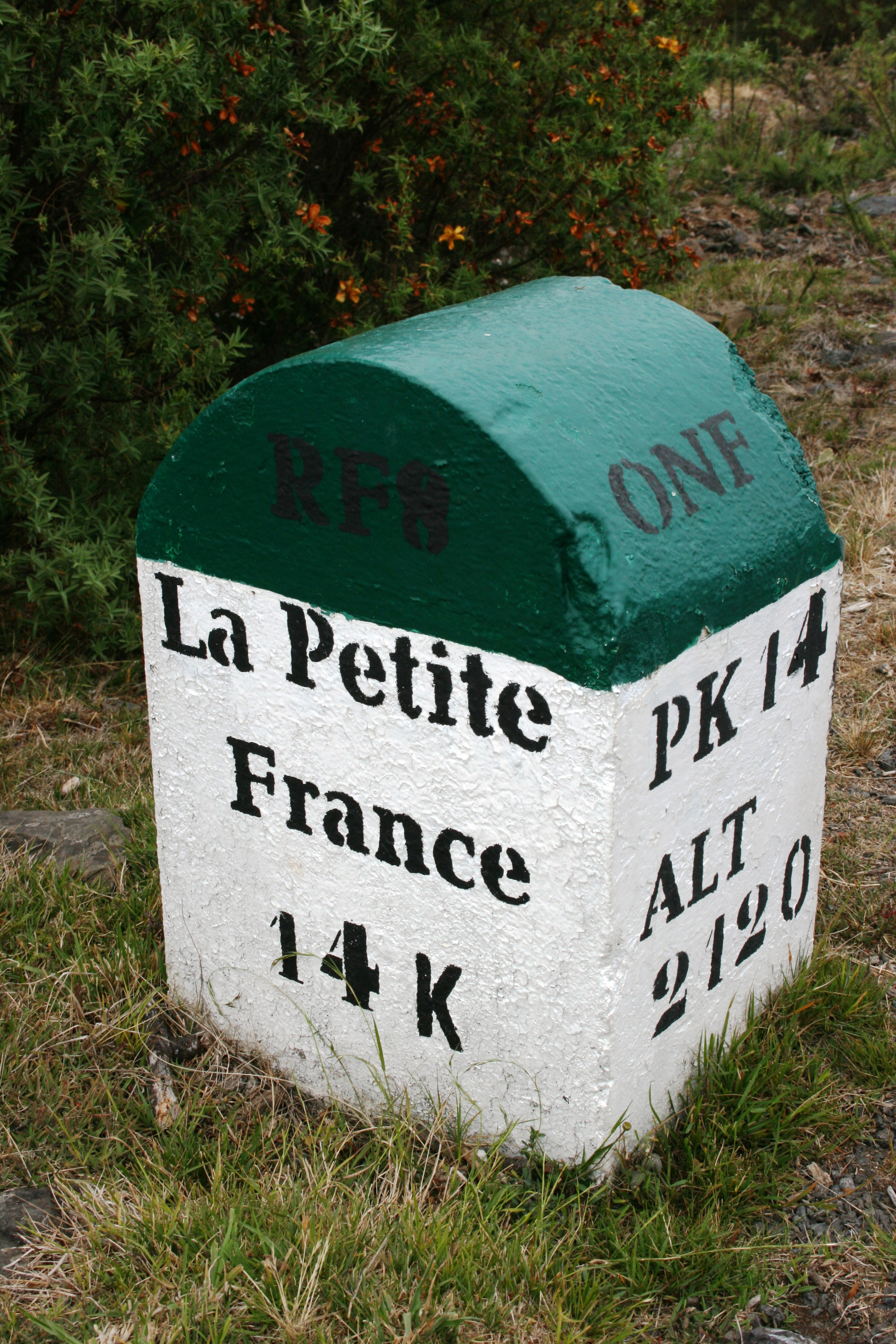
Borne routière indiquant la Petite France le long de la route forestière du Maïdo.

La route forestière du Maïdo, ou route forestière 8, est une route forestière de l'île de La Réunion, département d'outre-mer français dans le sud-ouest de l'océan Indien. Elle dessert le sommet du Maïdo depuis Le Guillaume en demeurant tout le long de son trajet sur le territoire de la commune de Saint-Paul. Ce faisant, elle traverse la forêt des Bénares et finalement le parc national de La Réunion. Elle sert de lieu de pique-nique pour de nombreux Réunionnais.